# Palosaari (ö i Finland, Lappland, Tunturi-Lappi, lat 68,01, long 23,88)
Palosaari är en ö i Finland. Den ligger i sjön Vuontisjärvi och i kommunen Muonio i den ekonomiska regionen  Fjäll-Lappland  och landskapet Lappland, i den norra delen av landet, 900 km norr om huvudstaden Helsingfors. Öns area är 2 hektar och dess största längd är 310 meter i nord-sydlig riktning.